# آیویچرچ
آیویچرچ (به انگلیسی: Ivychurch) یک روستا و محله مدنی در بریتانیا است که در Folkestone and Hythe واقع شده‌است. آیویچرچ ۲۵۳ نفر جمعیت دارد.